# Eggleston
Eggleston es un lugar designado por el censo ubicado en el Giles en el estado estadounidense de Virginia. En el Censo de 2020 tenía una población de 143 habitantes y una densidad poblacional de 61,37 habitantes por km². Fue incluido como CDP en el censo de 2020.

## Geografía
Eggleston se encuentra ubicado en las coordenadas 37°17′14″N 80°37′21″O / 37.28722, -80.62250.Según la Oficina del Censo de los Estados Unidos,  tiene una superficie total de 2,33 km², de la cual 2,14 km² corresponden a tierra firme y 0,19 km² a agua.